# 威斯基克里克 (佛羅里達州)
威斯基克里克（英語：Whiskey Creek）是位於美國佛羅里達州李縣的一個人口普查指定地區。

## 地理
威斯基克里克的座標為26°34′39″N 81°53′23″W / 26.57750°N 81.88972°W，而該地最高點為海拔高度3米（即10英尺）。

## 人口
根據2010年美國人口普查的數據，威斯基克里克的面積為4.10平方千米，當中陸地面積為4.10平方千米，而水域面積為0.30平方千米。當地共有人口3406人，而人口密度為每平方千米830人。